# Бајрамич (Галипоље)
Бајрамич или Барјамич (тур. Bayramiç) је насељено место у округу Галипоље у вилајету Чанакале, Турска. Према попису из 2020. био је 601 становник.
Бајрамич су основали Срби у 18. веку. Према предању, пореклом су из околине Јагодине, одакле су их Турци преселили у Тракију да би им тесали камен, након Косовске битке 1389. године. Првобитно су живели у оближњем месту Учдере. Бајрамич је 1912. године имао 150 словенских православних кућа. Након грчко-турског рата 1922. године Срби напуштају Бајрамич и насељавају се у Пехчево у Македонији.